# Oscar Levertin
 Oscar Ivar Levertin (uttalas [lèvertinn]), född 17 juli 1862 på Gryts herrgård i Norrköping, död 22 september 1906 i Stockholm, var en svensk författare, kulturskribent och litteraturhistoriker. Han tillhörde den judiska släkten Levertin och var kusin  till Alfred och Ellen Levertin.

## Biografi

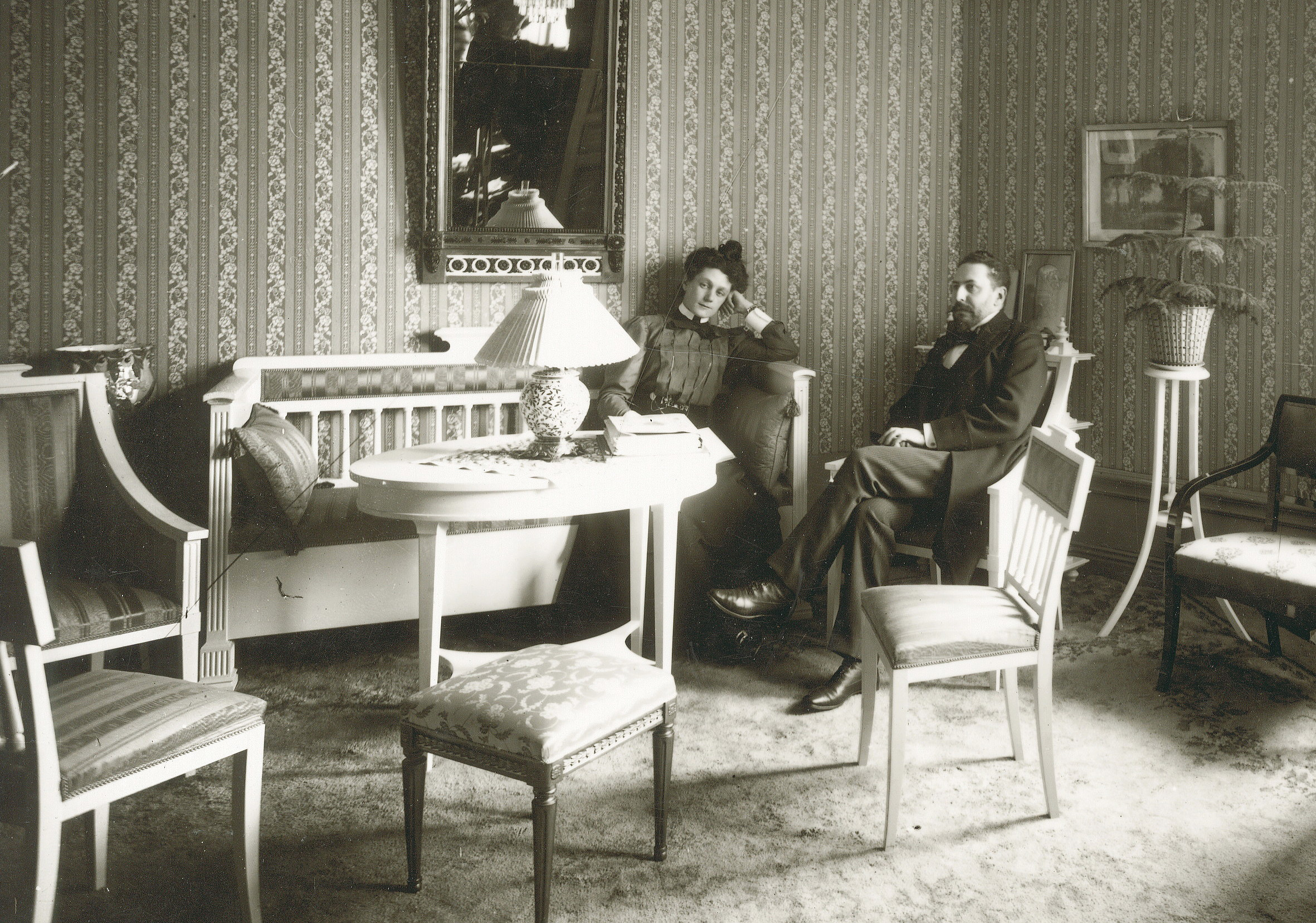
Levertins hem Karlaplan 2 (tornrummet). Oscar Levertin och hustru Ebba Redlich i soffan, början av 1900-talet.

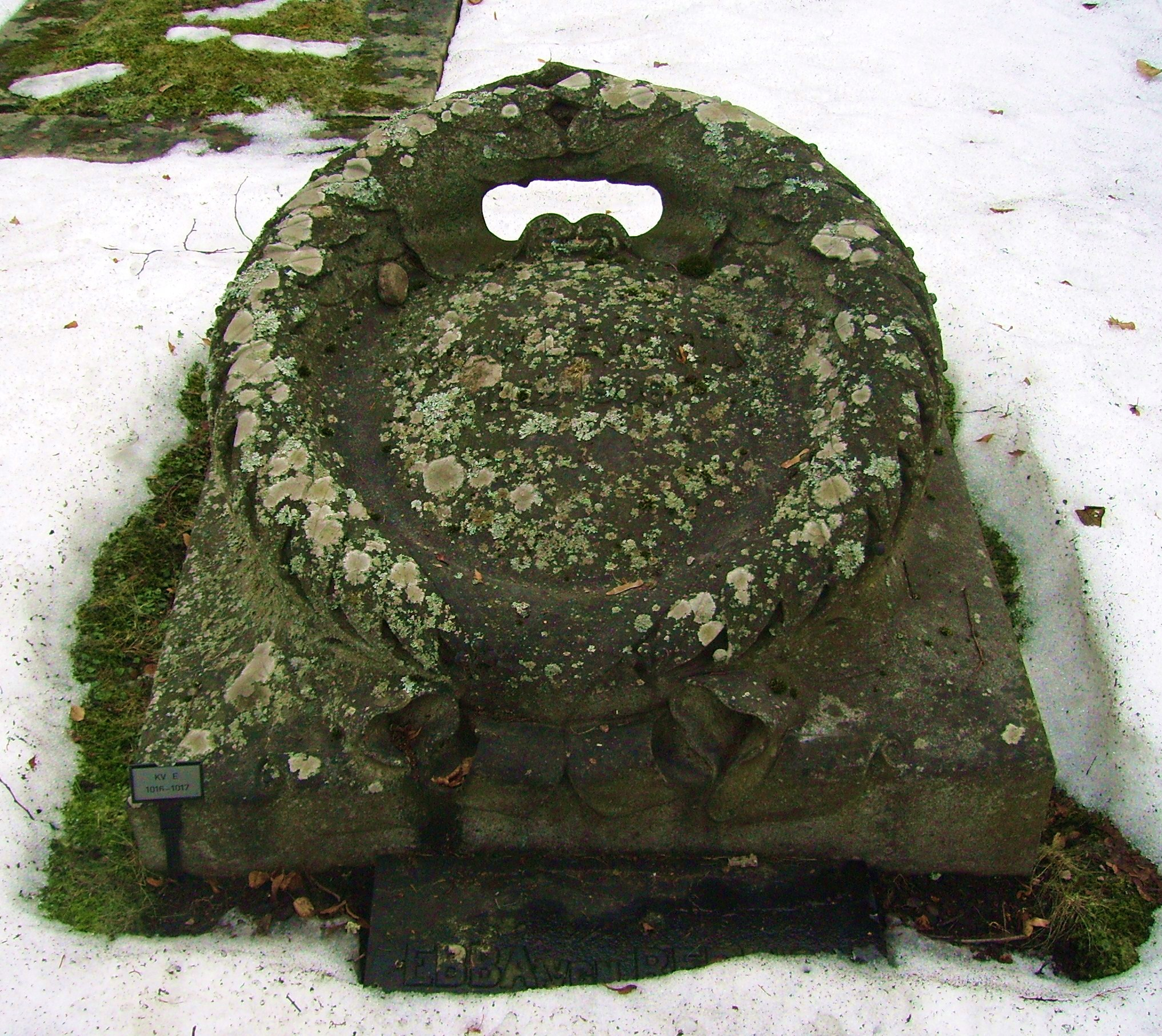
Oscar Levertins gravvård på Judiska norra begravningsplatsen i Solna kommun utgörs av en liggande krans i sten.

Levertin föddes 1862 på Gryts herrgård. Hans far var konsthandlaren Wilhelm Philip Levertin och hans moder Sophia Albertina Davidsson.
Levertin var en dominerande röst i den svenska kulturdebatten från 1897, när han började skriva i Svenska Dagbladet. Från 1899 var han också den förste innehavaren av den nyinrättade professuren i litteraturhistoria vid Stockholms högskola.
Under åren 1885–1896 var Levertin kritiker i Aftonbladet, innan han övergick till Svenska Dagbladet. Han blev docent i litteraturhistoria på avhandlingen Teater och drama under Gustaf III.  Han publicerade flitigt och inflytelserikt som docent och professor, framför allt studier i svensk sjuttonhundratalslitteratur. 
I början av sitt eget författarskap på 1880-talet var Levertin liksom August Strindberg en del av den unga naturalismen, men han blev starkt påverkad av den romantiska och bakåtblickande tonen i Verner von Heidenstams första diktsamling Vallfart och vandringsår (1888). Levertin och Heidenstam kritiserade naturalismen i en gemensam pamflett, Pepitas bröllop (1890), och trots att Levertin i motsats till många generationskamrater aldrig övergav sin vetenskapliga och materialistiska historiesyn skulle han från denna tid och framåt kanalisera det mesta av sin litterära energi i romantisk diktning med medeltidsteman. 
Levertins första diktsamling Legender och visor (1891), som skrevs på ett sanatorium i Davos där han vårdades för tuberkulos, gav tillsammans med Heidenstams dikter upphov till en våg av intresse för dylika teman på 1890-talet. I motsats till Heidenstams och många andras diktning vid denna tid är Legender och visor fri från svensk nationalism, och hämtar inspiration ur medeltida källor från såväl Mellanöstern som Europa. 
Under sina sista dagar drabbades Oscar Levertin av halsfluss, och hans läkare ordinerade ett särskilt slags gurgelvatten. När Levertin sedan, omtöcknad av sjukdomen, steg upp mitt i natten för att dricka ett glas vatten, svalde han i stället av misstag ett glas gurgelvatten, drabbades av en allergisk reaktion, och avled.
Oscar Levertin utgör förebild åt Olof Levini i Den allvarsamma leken av Hjalmar Söderberg.

## Tonsatta verk
- Ithaka, -Michael Waldenby (Opus 13 för sopran och orgel)
- Gammal svensk Julkantat, -Michael Waldenby (Opus 37 för blandad kör och piano )
- Florez och Blanzeflor, -Oskar Lindberg (Opus 10, symfonisk dikt för orkester)
- Florez och Blanzeflor, -Wilhelm Stenhammar (Opus 3 för baryton och orkester)
- Florez och Blanzeflor, -Wilhelm Peterson-Berger (Opus 18:1 för röst och orkester/piano)
- Ithaka, -Wilhelm Stenhammar (Opus 21 för baryton och orkester)
- En båt med blommor, -Hugo Alfvén (Opus 44 för baryton och orkester)
- En båt med blommor, -Ture Rangström (Nr 8 ur Legender, ballader och romanser)
- En slända, -Jean Sibelius ( op. 17 nro 5)
- Folket i Nifelhem, Wilhelm Stenhammar (för blandad kör och piano/orkester)